# Efterskolen Ådalen
Efterskolen Ådalen er en musisk/kreativ efterskole, der ligger i Hørning 15 km syd for Aarhus. Skolen har plads til 105 elever. Efterskolen Ådalen er grundlagt i 1981 med tilnavnet Lilleskolernes Efterskole af 5 østjyske lilleskoler.

## Linjefag
Efterskolen Ådalen har fem kreative linjer. Eleverne har deres valgte linjefag hele året, eller de vælger et nyt til jul:
- Billedkunst
- Drama
- eSport
- Musik
- Sport

## Klasseformer
Skolen har almindelig 9. og 10. klasse, hvor eleverne afslutter skoleåret med at gå op til folkeskolens afgangsprøver. Desuden har efterskolen en karakterfri og projektorienteret 10. årgang.

## Efterskolen Ådalens værdigrundlag bygger på
- At den enkelte har medansvar, medindflydelse og medvirker til opbygningen af et skolefællesskab.
- At samværet foregår i en atmosfære af ligeværd, tillid og åbenhed, hvori samtalen er af central betydning.
- At læring og skabende virksomhed står centralt i skolens virke og udfordrer såvel lærer som elev.